# 페브러리 (영화)
《페브러리》(영어: The Blackcoat's Daughter 혹은 영어: February)는 캐나다와 미국에서 제작된 오즈 퍼킨스 감독의 2015년 초자연 심리 공포 영화이다. 에마 로버츠, 키어넌 십카, 루시 보인턴, 로런 홀리, 제임스 리마 등이 출연하였고, 브라이언 버티노 등이 제작에 참여하였다.

## 출연
- 에마 로버츠
- 키어넌 십카
- 루시 보인턴
- 로런 홀리
- 제임스 리마
- 피터 그레이
- 에마 홀저